# パレイド
「パレイド」は、夏川椎菜の楽曲。夏川の3枚目のシングルとして2018年7月18日にミュージックレインから発売された。

## 制作・音楽性
2018年3月31日に行われたTrySailのライブイベント『LAWSON presents TrySail Second Live Tour “The Travels of TrySail” calling at Chiba』で初披露された。
楽曲名は、作詞を手掛けたワタナベハジメによるもので、レトロ感を出すためにパレードでなく「パレイド」になった。
ソロデビュー以降、夏川がソロ活動で歌いたい曲のイメージを制作チームと共有して制作された。楽曲のデモテープを聴いた際には、「絶対にこの曲を歌いたい」と思ったという。
仮歌のサビの終わりに「ああ」を繰り返す部分があり、「ああ」としか言いようのない気持ちを詞の中心にして「叫びの歌」にしたいと考えた。「自分の劣等感や不安や後悔をぶつけるような」「救いがなくてもいい」といった歌詞のイメージをディレクターに送った結果、そうした夏川の気持ちを代弁したかのような歌詞になった。
ネガティブな感情を発散し、救いの言葉がなく終わる歌詞の構成については、頑張っているのに成果が出なかったり、何をすればいいかわからない人に対して、安易に「頑張って」や「大丈夫だよ」とは言わずに、同じような悩みを抱えた人がいることを知ってもらいたいという思いからであり、救いの言葉はないが救える歌だとしている。
Aメロでは囁くように歌い始め、サビに近づくにつれて感情を押し出していくように展開している。歌詞の原型を夏川自身が決めたため、歌に気持ちが乗せやすく、「叫び」を軸にするという方向性も固まっていたため、普段と比べてスムーズなレコーディングになった。落ちサビは、後悔が詰まった歌詞に対し、今さら後悔しても遅いというもどかしさを乗せ、それまで我慢していた感情を吐き出すように歌っている。

## シングルリリース
2018年7月18日にミュージックレインから発売された。初回生産限定盤・通常盤の2形態で発売され、初回生産限定盤にはミュージック・ビデオを収録したDVDが同梱されている。また同日より、音楽配信も行われている。
カップリングには「ラブリルブラ」が制作された。同曲はサーカスのようなビッグバンド・ジャズに空想の世界にいるような歌詞となっており、シングルのリリース日が夏川の誕生日であることから誕生日要素も少しだけ盛り込んだ楽曲になっている。

## アートワーク、ミュージック・ビデオ
前年に髪を染めたことがきっかけでセルフプロデュースへの意欲が上がったといい、楽曲制作だけでなく、アートワークにも夏川が積極的に関わるようになった。衣装は、夏川がイメージに沿ったワンピースやスカートの画像をInstagramから探して打診した。ジャケットは、ダーク・ファンタジーをイメージして、仕掛け絵本風に作られた遊園地のセットで撮影した。ケーキや数字を入れることで、分かる人に分かる誕生日要素も盛り込んだ。
ミュージック・ビデオは、誰もいない夜の遊園地にいる夏川を長回しで撮ったものになっている。撮影は閉園後のよみうりランドで行われ、雨天のため当初予定していた演出から大きく変更になったが、地面が濡れたことによって照明が反射し、かえって幻想的な雰囲気に仕上がった。
手描きのパンダやひよこなどがネオンサイン風に加工されて夏川と一緒に歩くアニメーションは、「グレープフルーツムーン」、「フワリ、コロリ、カラン、コロン」のミュージック・ビデオの演出を踏襲した。

## シングル収録曲
| #         | タイトル                   | 作詞           | 作曲      | 編曲      | 時間  |
| --------- | -------------------------- | -------------- | --------- | --------- | ----- |
| 1.        | 「パレイド」               | ワタナベハジメ | 山田竜平  | 山田竜平  | 4:12  |
| 2.        | 「ラブリルブラ」           | 田中秀典       | 田中秀典  | 川口圭太  | 4:07  |
| 3.        | 「パレイド」(Instrumental) |                |           |           | 4:11  |
| 合計時間: | 合計時間:                  | 合計時間:      | 合計時間: | 合計時間: | 12:30 |

| #  | タイトル                          | 作詞 | 作曲・編曲 |
| -- | --------------------------------- | ---- | ---------- |
| 1. | 「パレイド」(Music Video)         |      |            |
| 2. | 「パレイド」(TV SPOT 15sec+30sec) |      |            |

## チャート
| チャート（2017年）                | 最高位 |
| --------------------------------- | ------ |
| オリコン                          | 10     |
| Billboard JAPAN Hot 100           | 20     |
| Billboard JAPAN Hot Animation     | 7      |
| Billboard JAPAN Hot Singles Sales | 10     |